# 90 v. Chr.
Portal Geschichte | Portal Biografien | Aktuelle Ereignisse | Jahreskalender | Tagesartikel

◄ |
2. Jahrhundert v. Chr. |
1. Jahrhundert v. Chr. |
1. Jahrhundert |
►

◄ | 110er v. Chr. | 100er v. Chr. | 90er v. Chr. | 80er v. Chr. |
70er v. Chr. |
►

◄◄ | ◄ | 93 v. Chr. | 92 v. Chr. | 91 v. Chr. | 90 v. Chr. |
89 v. Chr. |
88 v. Chr. |
87 v. Chr. |
► |
►►
Staatsoberhäupter

## Ereignisse
- Mit der Lex Iulia de civitate Latinis danda verleiht Konsul Lucius Iulius Caesar während des Bundesgenossenkriegs den nicht von Rom abgefallenen Italikern das römische Bürgerrecht.

## Geboren
- Gaius Scribonius Curio, römischer Politiker († 49 v. Chr.)
- Hanna, jüdische Prophetin (gest. nach 5 v. Chr.)

- um 90 v. Chr.: Marcus Aemilius Lepidus, römischer Politiker († 12 v. Chr.)
- um 90 v. Chr.: Aulus Hirtius, römischer Politiker und Schriftsteller († 43 v. Chr.)
- um 90 v. Chr.: Lucius Scribonius Libo, römischer Politiker
- um 90 v. Chr.: Publius Ventidius Bassus, römischer Politiker († nach 38 v. Chr.)

## Gestorben
- 10. Juni: Publius Rutilius Lupus, römischer Politiker

- Quintus Servilius Caepio, römischer Politiker
- Judacilius, General der aufständischen italischen Bundesgenossen gegen Rom

- um 90 v. Chr.: Lucius Accius, römischer Tragödiendichter (* um 170 v. Chr.)
- um 90 v. Chr.: Sextus Iulius Caesar, römischer Politiker (* vor 130 v. Chr.)